# Fluxo em pistão

Fluxo em pistão.

Em mecânica dos fluidos, fluxo em pistão é um modelo simples do perfil de velocidade de um fluido fluindo em um tubo. Em um fluxo em pistão, a velocidade do fluido é suposto ser constante através de qualquer seção transversal do tubo perpendicular ao eixo do tubo. O modelo do fluxo em pistão supõe não existir camada limite adjacente à parede interna do tubo.
O modelo do fluxo em pistão tem muitas aplicações práticas. Um exemplo é no projeto de reatores químicos. Essencialmente nenhuma mistura com o volume de fluido da retaguarda do pistão é suposto com "pistões" passando através do reator (noutras palavras, no fluxo em pistão ideal não há intercâmbios entre as seções de jusante e de montante). Isto resulta em equações diferenciais que necessitam ser integradas para encontrar-se a conversão do reator e temperaturas de saída. Outras simplificações usadas são mistura axial perfeita ("dentro" do pistão) e uma estrutura de leito homogênea.
Uma vantagem do modelo do fluxo em pistão é que nenhuma parte da solução do problema pode ser perpetuada "a montante" (do ponto do pistão a corrente adiante). Isto permite calcular-se a solução exata em equações diferenciais conhecendo-se somente as condições iniciais. Nenhum iteração adicional é necessária. Cada "pistão" pode ser resolvido independentemente dado que o estado do pistão prévio seja conhecido.
O modelo de fluxo em que o perfil de velocidade consiste no pleno desenvolvimento de camada limite é conhecido como fluxo tubular. Em fluxo tubular laminar, o perfil de velocidade é parabólico.